# François-Jean Bralle
François-Jean Bralle, né à Paris le 11 janvier 1750 et mort le 12 juin 1831, est un ingénieur français.

## Biographie
Après avoir fait ses humanités au collège Mazarin, François-Jean Bralle étudia la physique, les mathématiques, l'architecture, et la peinture et se spécialisa dans la mécanique et l'hydraulique.

Il fut appelé en 1767 à Amiens où il fut nommé, deux ans plus tard, inspecteur particulier des travaux du canal de la Somme. De retour à Paris en 1772, après la suspension des travaux du canal, il assuma plusieurs fonctions officielles (dont la direction de la machine de Marly) et entra au service du comte d'Artois. Promu ingénieur en chef des Ponts et Chaussées, il fut chargé des travaux hydrauliques de la ville de Paris.
À ce titre, il améliora la pompe de la Samaritaine, achemina l'eau de l'Ourcq jusqu'à la fontaine des Innocents et conçut plusieurs des quinze nouvelles fontaines prévues par le décret impérial du 2 mai 1806 (dont les fontaines du Palmier, de la rue Censier, du Fellah, de la pointe Saint-Eustache, de Mars et de Léda).

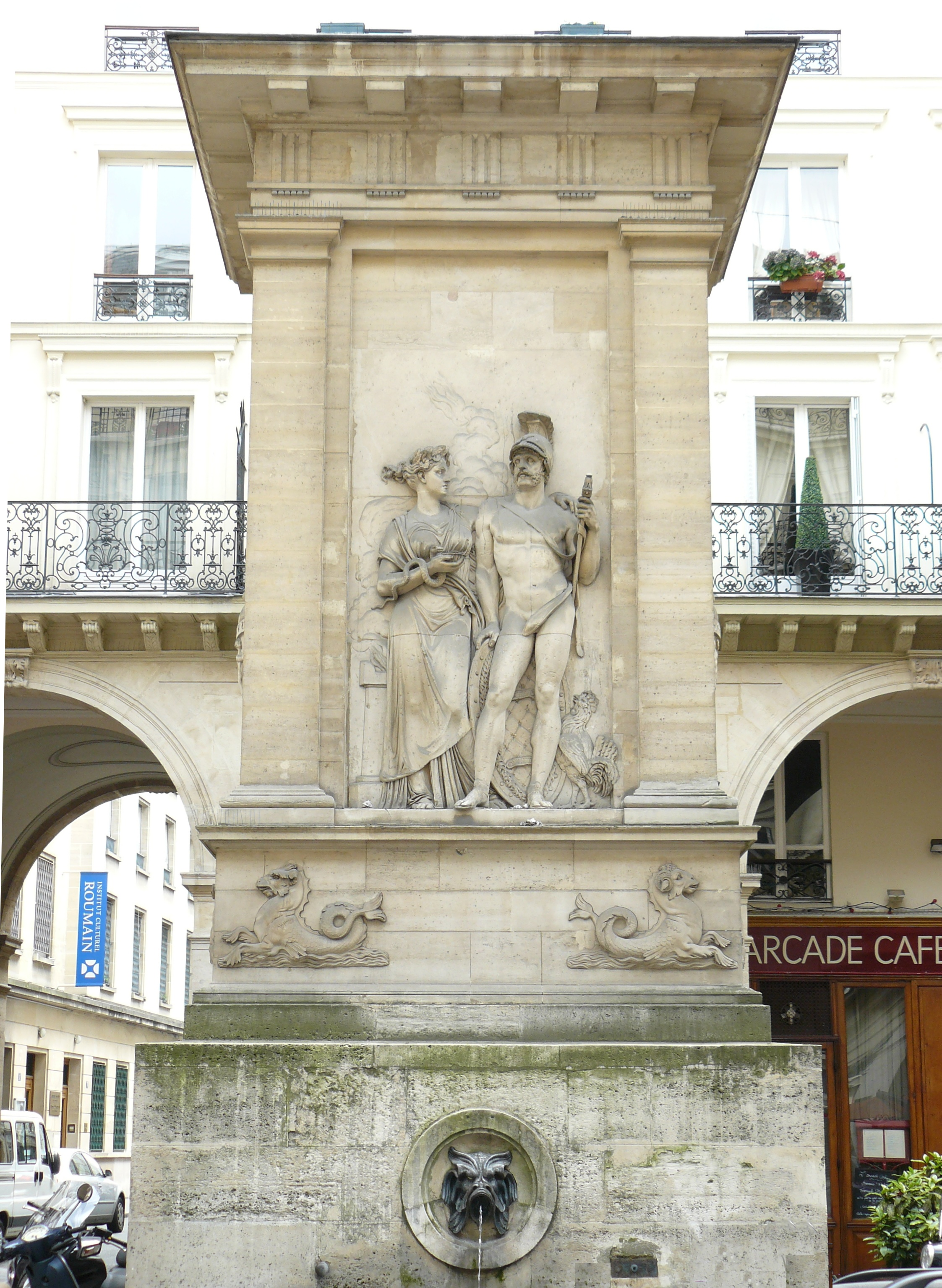
Fontaine de Mars
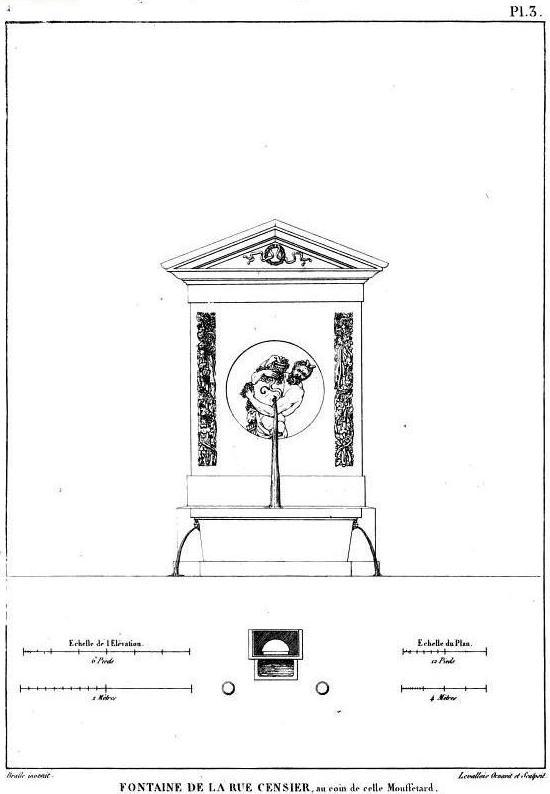
Fontaine Censier
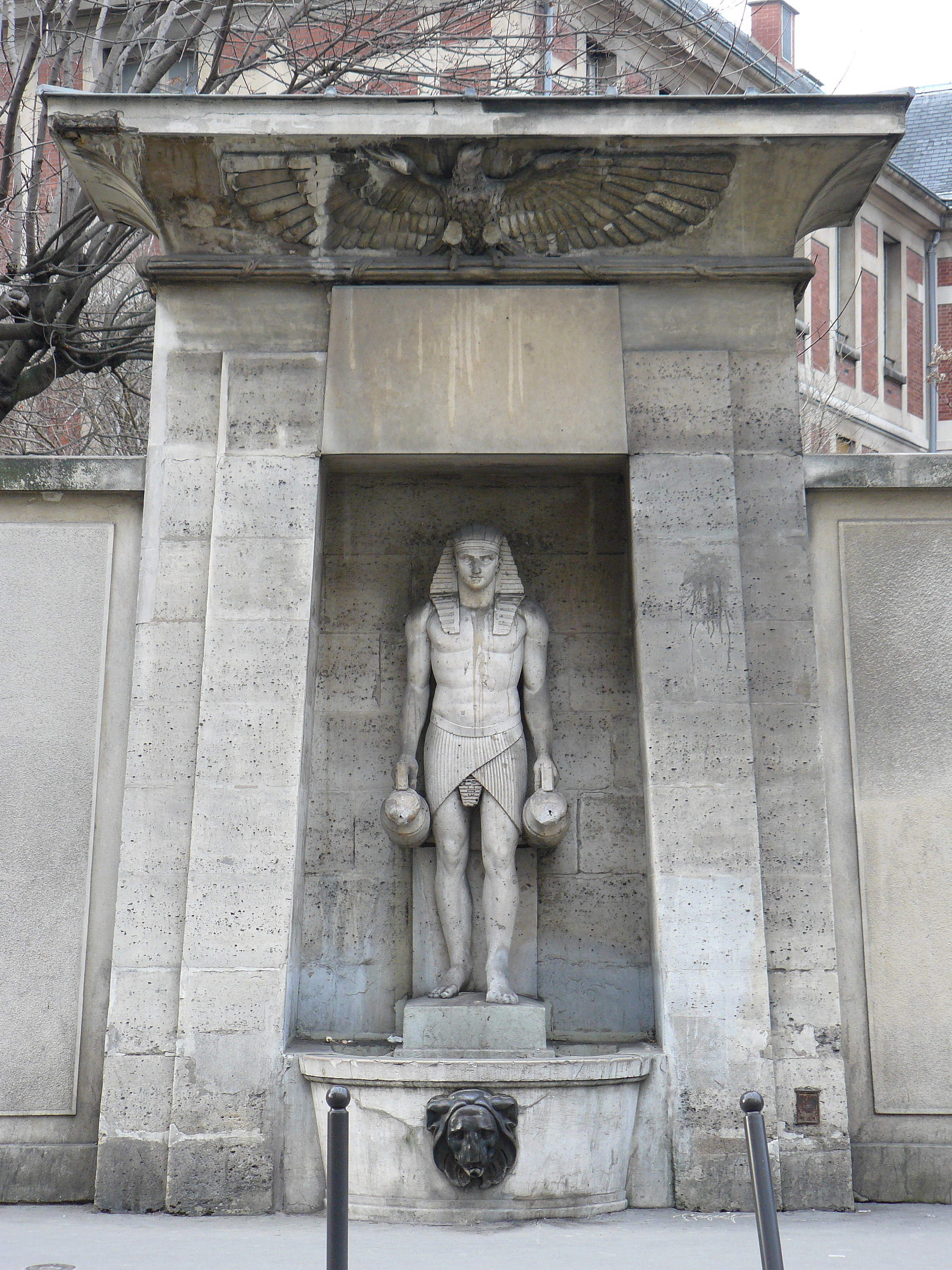
Fontaine du Fellah

Outre ces travaux parisiens et un premier projet de conservatoire des arts et métiers, on lui doit également la protection de Nemours contre les crues du Loing, le plan de la salle de spectacle d'Amiens, ainsi que l'invention d'un couvoir artificiel.
Il nommé pendant une courte période inspecteur général des carrières souterraines sous Paris (fin 1794 - septembre 1796). Cette nomination intervint à une période où l'ancien inspecteur général, Charles-Axel Guillaumot, ancien architecte du roi, était tombé en disgrâce auprès des administrateurs de la commune de Paris, et fut relégué à l'inspection des carrières souterraines de l'extérieur (c'est-à-dire de la banlieue de Paris). Guillaumot réussit à reprendre la direction de la totalité de l'inspection générale des carrières souterraines en octobre 1796.
Après avoir été mis à la retraite en raison de son grand âge, Bralle finit sa vie presque aveugle. Vivant d'une assez faible pension, il occupa ses dernières années à composer des fables.